# Barcelona (tartomány)
Barcelona egy tartomány (provincia) Spanyolországban, Katalóniában. Székhelye Barcelona. A tartományban 5 529 099 ember él, ebből mintegy másfél millió a székhelyen.
A következő járások teljes egészében Barcelona tartományban helyezkednek el: Alt Penedès, Anoia, Bages, Baix Llobregat, Barcelonès, Garraf, Maresme, Vallès Occidental és Vallès Oriental.
A következő járások csak részben a tartományban helyezkednek el: Berguedà (Minden település, kivéve Gósol), Osona (minden település, kivéve Espinelves, Vidrà és Viladrau) és Selva (minden település, kivéve Fogars de la Selva).